# Beftamun
Beftamun (tiếng Ả Rập: بفطامون) là một ngôi làng Syria nằm ở Muhambal Nahiyah ở huyện Ariha, Idlib. Theo Cục Thống kê Trung ương Syria (CBS), Beftamun có dân số 1058 người trong cuộc điều tra dân số năm 2004.